# Cem Yılmaz
Cem Yılmaz (nacido el 23 de abril de 1973) es un comediante, actor, actor de voz, músico, cineasta, guionista y dibujante de cómics turco. Conocido por sus películas G. O. R. A. (2004), A. R. O. G (2008) y Yahşi Batı (2010), ha ganado dos premios Sadri Alışık por sus papeles en Organizar Işler (2005) y El Mago (2006).

## Biografía
Yılmaz nació el 23 de abril de 1973 en Estambul. Su familia es originaria de Gürün, Sivas, aunque parte de su familia es de origen turco, quienes emigraron desde Tesalónica, (Otomano, ahora en Grecia). Él asistió la escuela primaria Mehmet Akif, secundaria Bahçelievler Kazım Karabekir, y luego a la Escuela Vocacional de Turismo Etiler Anadolu, eventualmente asistió a la  Universidad de Boğaziçi y terminó sus estudios en Turismo y hotelería.

## Carrera
En 1998, debutó en la película de Everything's Gonna Be Great. Yilmaz alcanzó su mayor éxito por protagonizar y escribir la parodia de gran presupuesto de sci-fi G. O. R. A. (2004), también dirigida por Ömer Faruk Sorak. A pesar de pasar varios años en producción a causa de la financiación y otros problemas técnicos, G. O. R. A. se convirtió en un éxito box-office y, de acuerdo a Rekin Teksoy, "demostró que el cine popular fue un éxito en atraer al gran público". Él ha reiterado su éxito con una secuela de G. O. R. Un llamada A. R. O. G., con El Mago y Yahşi Batı, ha participado en más de 10 películas y ha trabajado como actor de voz.
Yılmaz empezó a hacer comedia stand-up en la década de 1990. Desde entonces, ha creado cuatro especiales. Además, ha dirigido la  Orquesta Filarmónica Borusan Estambul en dos ocasiones.
Durante el curso de su carrera, ha sido la imagen comercial de Panasonic, Opet, Türk Telekom, Türkiye Iş Bankası y Doritos, entre otros. Las caricaturas que ha dibujado y el escenario de tres de sus películas se publicaron en forma de libro,y  fueron bien recibidas por sus fanes.
También ha recibido una serie de premios en Turquía, incluyendo un "Premio a Mejor Actor" en los Premios Sadri Alışık y los 4.º Premios Yeşilçam.

## Vida personal
El 10 de marzo de 2012, se casó con Ahu Yağtu. La pareja oficialmente se divorció el 31 de diciembre de 2013. Juntos tienen un hijo llamado Kemal.

## Filmografía
| Películas | Películas                                                        | Películas       | Películas       | Películas       | Películas       | Películas               | Películas                                                                                       |
| Año       | Título                                                           | acreditado como | acreditado como | acreditado como | acreditado como | acreditado como         | Notes                                                                                           |
| Año       | Título                                                           | Director        | Producer        | Escritor        | Actor           | Rol                     | Notes                                                                                           |
| --------- | ---------------------------------------------------------------- | --------------- | --------------- | --------------- | --------------- | ----------------------- | ----------------------------------------------------------------------------------------------- |
| 1998      | Everything's Gonna Be Great (en turco: Her Şey Çok Güzel Olacak) |                 |                 | Sí              | Sí              | Altan Çamlı             |                                                                                                 |
| 2001      | Vizontele                                                        |                 |                 |                 | Sí              | Fikri                   |                                                                                                 |
| 2004      | G.O.R.A.                                                         |                 |                 | Sí              | Sí              | Arif Işık/Komutan Logar |                                                                                                 |
| 2005      | Organize İşler                                                   |                 |                 | Sí              | Sí              | Müslüm Duralmaz         | ganador del premio Sadri Alışık a mejor actor de reparto                                        |
| 2006      | The Magician (en turco: Hokkabaz)                                | Sí              |                 | Sí              | Sí              | İskender Tünaydın       | ganador del premio BIIFF y Sadri Alışık como mejor actor                                        |
| 2007      | Bee Movie                                                        |                 |                 |                 | Sí              | Barry B. Benson         | doblaje al turco                                                                                |
| 2008      | A.R.O.G                                                          | Sí              | Sí              | Sí              | Sí              | Arif Işık/Komutan Logar |                                                                                                 |
| 2010      | Yahşi Batı                                                       |                 | Sí              | Sí              | Sí              | Aziz Vefa               |                                                                                                 |
| 2010      | Arthur and the Revenge of Maltazard                              |                 |                 |                 | Sí              | Arthur                  | doblaje al turco                                                                                |
| 2010      | Zephyr (en turco: Zefir)                                         |                 |                 |                 | Sí              |                         | Voz (participación especial)                                                                    |
| 2010      | Hunting Season (en turco: Av Mevsimi)                            |                 |                 |                 | Sí              | "Crazy" İdris           | Cem Yılmaz y Şener Şen compartieron los roles principales. 4th Yeşilçam: premio a "mejor actor" |
| 2012      | Magnificent Presence                                             |                 |                 |                 | Sí              | Yusuf Antep             | Dirigido por Ferzan Özpetek, estrenada en marzo de 2012.                                        |
| 2013      | CM101MMXI FUNDAMENTALS                                           |                 | Sí              | Sí              | Sí              |                         |                                                                                                 |
| 2014      | The Water Diviner                                                |                 |                 |                 | Sí              | Sergeant Jemal (Cemal)  | dirigida por Russel Crow                                                                        |
| 2014      | Coming Soon                                                      | Sí              | Sí              | Sí              | Sí              | Zafer Yildiz / Besir    | 20th Sadri Alışık Awards, ganador del premio "Actor más exitoso" categoría musical o comedia.   |
| 2015      | Ali Baba and the Seven Dwarfs                                    | Sí              | Sí              | Sí              | Sí              | Ali Şenay/Boris Mancov  |                                                                                                 |
| 2016      | İftarlık Gazoz                                                   |                 |                 |                 | Sí              | Cibar Kemal             | ambientada en 1970.                                                                             |
| 2016      | Zootopia                                                         |                 |                 |                 | Sí              | Nick Wilde              | Voz (doblaje turco)                                                                             |
| 2017      | Deli Aşk                                                         |                 | Sí              |                 | Sí              | Erman Eratlı            |                                                                                                 |
| 2018      | Arif v 216                                                       |                 | Sí              | Sí              | Sí              | Arif Işık               | Secuela de G.O.R.A y A.R.O.G                                                                    |